# Boris Georgiew
Boris Metodiew Georgiew bulgarisch: Борис Методиев Георгиев; englische Transkription: Boris Metodiev Georgiev (* 5. Dezember 1982 in Sofia) ist ein bulgarischer Boxer aus der Minderheit der Roma. Er ist Vize-Europameister im Federgewicht von 2000 und im Leichtgewicht 2002 sowie Europameister im Halbweltergewicht von 2006. Darüber hinaus gewann er 2004 die olympische Bronzemedaille im Halbweltergewicht.

## Karriere
Der rund 1,80 m große, mehrfache Bulgarische Meister gewann bereits 1998 eine Bronzemedaille im Bantamgewicht bei den Kadetten-Europameisterschaften in Lettland. Dabei besiegte er Vitali Tajbert, Viktors Vaskis und Tamaz Kebadze, ehe er im Halbfinale knapp dem Russen Pawel Schirin (4:6) unterlag. Im Jahr 2000 startete er im Federgewicht bei den Junioren-Weltmeisterschaften in Ungarn, wo er durch Siege gegen Carmine Cirillo aus Italien, Viktor Weissenburger aus Deutschland, Rikardas Bajka aus Litauen und Selçuk Aydın aus der Türkei ins Finale vordrang; dort verlor er schließlich sehr knapp mit 16:17 gegen den Ungarn Gyula Káté.
Auch bei den Europameisterschaften 2000 in Finnland, konnte er eine Silbermedaille im Federgewicht erkämpfen. Er schlug dabei Georgi Makalatija aus der Ukraine, Adrian Nascu aus Rumänien und Falk Huste aus Deutschland, ehe er sich im Finale Ramaz Paliani aus der Türkei geschlagen geben musste. Auch bei den Europameisterschaften 2002 in Russland, gewann er eine Silbermedaille im Leichtgewicht. Durch Siege gegen Araik Sachbasjan aus Tschechien, Farhad Adjalow aus Aserbaidschan, Vidas Bičiulaitis aus Litauen und Selçuk Aydın aus der Türkei war er ins Finale vorgedrungen, wo er dem Russen Alexander Maletin unterlag.
Beim Chemiepokal in Deutschland 2002 verlor er erst im Finale des Halbweltergewichts gegen den Deutschen Norman Schuster 12:14 und gewann erneut eine Silbermedaille. Zuvor waren ihm Siege gegen Patrik Bogere aus Schweden und Aydın Gasanow aus Russland gelungen. 2004 gewann er mit einem Finalsieg im Halbweltergewicht gegen José Guttierez, die EU-Meisterschaften in Spanien.
Im August 2004 startete er im Halbweltergewicht bei den Olympischen Sommerspielen in Athen. Dort besiegte er in der Vorrunde Nasreddine Filali aus Algerien (K. o.), im Achtelfinale den US-Amerikaner Rock Allen (30:10) und im Viertelfinale Nurschan Karimschanow aus Kasachstan (20:18). Erst im Halbfinale verlor er nach Punkten gegen den Kubaner Yudel Johnson (9:13) und stieg somit mit einer Bronzemedaille aus den Spielen aus.
2006 gewann er die Goldmedaille im Halbweltergewicht bei den Europameisterschaften in Bulgarien. Er schlug dabei Carmine Cirillo aus Italien, Emil Maharramow aus Aserbaidschan, Boris Katalinić aus Kroatien, Ionuț Gheorghe aus Rumänien und Oleg Komissarow aus Russland. Weiters gewann er im selben Jahr die Silbermedaille im Halbweltergewicht bei den EU-Meisterschaften in Ungarn (Siege gegen Bradley Saunders aus England und Önder Şipal aus der Türkei, Finalniederlage gegen den Ungarn Gyula Káté), sowie eine Bronzemedaille beim Chemiepokal in Deutschland (Sieg gegen Martin Swoboda aus Tschechien, Halbfinalniederlage gegen Harun Sipahi aus Deutschland).
Bei den Weltmeisterschaften 2007 schied Georgiew zwar bereits im Viertelfinale gegen Gennadi Kowaljow aus, qualifizierte sich damit aber auch für die Olympischen Spiele 2008.
Nachdem Georgiew 2008 bei den EU-Meisterschaften bereits im ersten Kampf gegen Frankie Gavin, England (13:5), ausgeschieden war, vertrat er Bulgarien im Halbweltergewicht bei den Olympischen Sommerspielen in Peking. Nach einem Sieg gegen den US-Amerikaner Javier Molina (14:1), unterlag er im Achtelfinale Urantschimegiin Mönch-Erdene aus der Mongolei (3:10).
Weitere Ergebnisse internationaler Großereignisse
- 1999: Junioren-Europameisterschaften in Kroatien, Bantamgewicht, Sieg gegen Milan Procházka aus Tschechien, Niederlage im Viertelfinale gegen Arutjun Towmasjan aus Armenien
- 2001: Weltmeisterschaften in Nordirland, Siege gegen Mehdi Siouane aus Frankreich und Jadgar Abdulla aus Dänemark, Niederlage im Viertelfinale gegen Joni Turunen aus Finnland
- 2003: Weltmeisterschaften in Thailand, Leichtgewicht, Niederlage gegen Mario Kindelán aus Kuba
- 2005: Weltmeisterschaften in der Volksrepublik China, Siege gegen Oleg Komissarow aus Russland, Andrei Tsiruk aus Weißrussland und Gumersindo Carrasco aus Argentinien, Niederlage im Viertelfinale gegen Inocente Fiss aus Kuba
- 2007: Weltmeisterschaften in den USA, Siege gegen Önder Şipal aus der Türkei, Martin Dressen aus Deutschland und Maimatti Tusunqiong aus China, Ausstieg im Viertelfinale
- 2008: EU-Meisterschaften in Polen, Halbweltergewicht, Niederlage gegen den amtierenden Weltmeister Frankie Gavin aus England